# Щекотов, Григорий Феоктистович
Григо́рий Феокти́стович Ще́котов (28 ноября 1924 года — 13 февраля 1981 года) — советский офицер-пехотинец во время Великой Отечественной войны, Герой Советского Союза (1944). Гвардии младший лейтенант. 

## Биография
Родился 28 ноября 1924 года в селе Дресвянка. Работал шофером.
В августе 1942 года был призван в Красную Армию. Проходил подготовку в 12-м отдельном учебном стрелковом полку Сибирского военного округа, затем в 21-м запасном стрелковом полку (г. Бердск). С 29 мая по 15 августа 1943 по ускоренной программе проходил обучение в первом батальоне Асиновского военно-пехотного училища в городе Асино (ныне Томская область), где закончил специальную военную подготовку с присвоением звания младший сержант. На фронте с августа 1943 года.
Командир отделения 186-го стрелкового полка 62-й гвардейской стрелковой дивизии 37-й армии Степного фронта гвардии сержант Г. Ф. Щекотов отличился в битве за Днепр. Части дивизии вышли к реке и в ночь на 28 сентября 1943 года форсировали её в районе Мишурина Рога (юго-восточнее Кременчуга). Вначале водную преграду преодолела группа передового отряда на трёх понтонах и пяти лодках. За ними переправились главные силы отряда. К восьми часам утра, несмотря на отчаянное сопротивление противника, на правом берегу реки были захвачены два плацдарма. В течение дня туда переправились основные силы полков первого эшелона, с ходу вступившие в бой. В наступательной операции на правом берегу 29 сентября выбыл из строя командир стрелкового взвода. Сержант Щекотов принял командование взводом на себя.
В октябре 1943 года дивизия участвовала в наступлении, а затем в отражении контрудара противника на Криворожском направлении. 16 октября в бою за населённый пункт Тарасо-Григорьевка сержант Щекотов поднял свой взвод в атаку. В это время появился средний танк противника. Воодушевляя бойцов, Щекотов взял противотанковое ружьё и вступил в единоборство с танком. В бою за населённый пункт Рубливка немцы оставили для прикрытия станковый пулемёт, очень мешавший продвижению советских частей. Получив команду уничтожить эту огневую точку, сержант Г. Ф. Щекотов направил взвод в обход, а сам, рискуя жизнью, ворвался во вражеский окоп и уничтожил пулемётчика. За эти подвиги 19 октября был представлен командиром полка к присвоению звания Героя.
За образцовое выполнение боевых заданий командования при форсировании реки Днепр, развитие боевых успехов на правом берегу реки и проявленные при этом отвагу и геройство Указом Президиума Верховного Совета СССР от 22 февраля 1944 года гвардии сержанту Григорию Феоктистовичу Щекотову присвоено звание Героя Советского Союза.
Вскоре ему было присвоено звание младшего лейтенанта и он был назначен заместителем командира роты. Но повоевать в офицером звании ему почти не довелось: в боях под Кривым Рогом 29 октября 1943 года Щекотов был тяжело ранен и попал в плен.
После освобождения из плена и прохождения спецпроверки в конце 1945 года был уволен в запас. После войны ему была вручена медаль «Золотая Звезда» № 6364 Героя Советского Союза и орден Ленина.
После войны Г. Ф. Щекотов до 1950 года проживал на Украине в Житомире, работал автомехаником. С 1950 года — на острове Сахалин. С 1951 по 1976 год жил в Углегорском районе Сахалинской области, работал шофером на Тельновском лесозаготовительном пункте и на шахте «Тельновская». С 1976 года будучи персональным пенсионером, проживал и работал в Житомире.
Умер в 1981 году. Похоронен на общем кладбище «Дружба» (Корбутовском) в Житомире.

## Семья
- Отец — Феоктист Романович Щекотов (род. 1904).
- Мать — Аграфена Спиридоновна Крайнова, последнее время проживала в городе Зеленодольске, Татарстан.
- Сестра Григория Феоктистовича — Зоя Феоктистовна Кондур(Щекотова), род. 1927) — также проживает в Зеленодольске, как и многие другие родственники по фамилии Кондур.
- Жена — Вера Ивановна Щекотова проживает в Житомире.Умерла 12 февраля 2018 года.Похоронена в Новом огороде Кировоградской области,Украина.

- - Сын — Сергей Григорьевич Щекотов проживает в Житомире.
  - Дочь — Зоя Григорьевна Гущина проживает в Новомиргороде, Кировоградская область.
  - Дочь Маргарита Григорьевна Травкова проживает в Рубцовске, Алтайский край.

## Память
- Упоминания о Г. Ф. Щекотове можно встретить в ряде изданий. Например, в книге «Днепр — река героев» (вышла в Политиздате Украины, в Киеве, в 1983 году), сборнике «Шёл парнишке в ту пору…» (посвящён участию героев-комсомольцев в боях за Советскую Украину в годы Великой Отечественной войны; вышел в 1985 году в Киеве, в издательстве ЦК ЛКСМУ «Молодь»).